# Matriz identidad
En álgebra lineal, la matriz identidad es una matriz que cumple la propiedad de ser el elemento neutro del producto de matrices. Esto quiere decir que el producto de cualquier matriz por la matriz identidad (donde dicho producto esté definido) no tiene ningún efecto. La columna i-ésima de una matriz identidad es el vector unitario {\displaystyle e_{i}\,} de una base vectorial inmersa en un espacio Euclídeo de dimensión n. Toda matriz representa una aplicación lineal entre dos espacios vectoriales de dimensión finita. La matriz identidad se llama así porque representa a la aplicación identidad que va de un espacio vectorial de dimensión finita a sí mismo.

## Definición
Como el producto de matrices sólo tiene sentido si sus dimensiones son compatibles, existen infinitas matrices identidad dependiendo de las dimensiones. {\displaystyle I_{n}\,}, la matriz identidad de tamaño {\displaystyle n\,}, se define como de las entradas de la diagonal principal,:{\displaystyle I_{1}={\begin{pmatrix}1\\\end{pmatrix}},\ I_{2}={\begin{pmatrix}1&0\\0&1\\\end{pmatrix}},\ I_{3}={\begin{pmatrix}1&0&0\\0&1&0\\0&0&1\\\end{pmatrix}},\ \cdots ,\ I_{n}={\begin{pmatrix}1&0&\cdots &0\\0&1&\cdots &0\\\vdots &\vdots &\ddots &\vdots \\0&0&\cdots &1\\\end{pmatrix}}}
Empleando la notación que a veces se usa para describir concisamente las matrices diagonales, resulta:
{\displaystyle I_{n}=\mathrm {diag} (1,1,...,1)\,}
Si el tamaño es inmaterial, o se puede deducir de forma trivial por el contexto, entonces se escribe simplemente como {\displaystyle I\,}.
También se puede escribir usando la notación delta de Kronecker:
{\displaystyle I_{ij}=\delta _{ij}\,}
o, de forma aún más sencilla, 
{\displaystyle I=(\delta _{ij})\,}
La matriz identidad de orden n puede ser también considerada como la matriz permutación que es elemento neutro del grupo de matrices de permutación de orden n!.